# 克里斯托弗·韦斯利
克里斯托弗·韦斯利（德語：Christopher Wesley，1987年6月23日—），德国男子曲棍球运动员。他曾代表德国参加2012年和2016年夏季奥林匹克运动会曲棍球比赛，获得一枚金牌和一枚铜牌。